# Garganta de Schöllenen
 La Garganta de Schöllenen (en alemán: Schöllenenschlucht; Schöllenen) es un desfiladero formado por el río Reuss en el cantón suizo de Uri entre las ciudades de Göschenen al norte y Andermatt al sur. Proporciona acceso al paso de San Gotardo. 

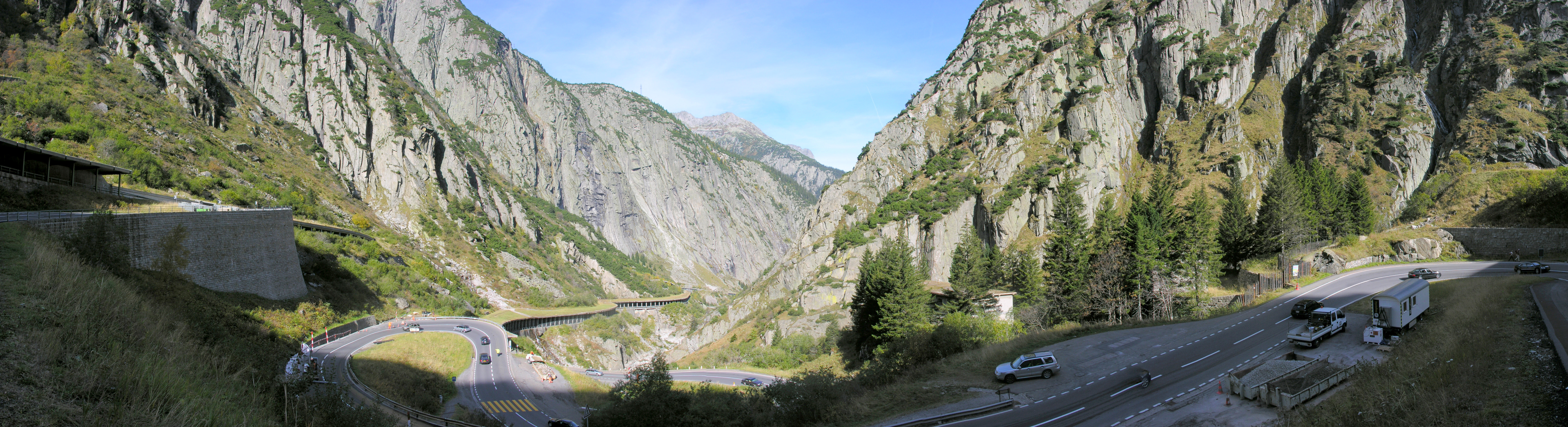
Vista panorámica de la garganta de Schöllenen mirando hacia el norte (2007)

Rodeado por muros de granito, su carretera y ferrocarril tienen varios puentes y túneles espectaculares, de los cuales el más famoso es el puente de piedra conocido como Teufelsbrücke ("Puente del Diablo"). 

## Geología
El Urseren inferior marca el límite del macizo de Aar con el sedimento autóctono de la capa Gotthard ("Zona Urseren"). En la cantera de Altkirch, en el extremo sur de la garganta, se ven sedimentos del Triásico y del Jurásico. En el Desfiladero de Schöllenen (en el túnel de Urnerloch ), el Reuss penetra en el macizo cristalino de Aar (granito de Aar), siendo el desfiladero un ejemplo de cluse fluvial alpina tardía.

## Historia

### Historia temprana

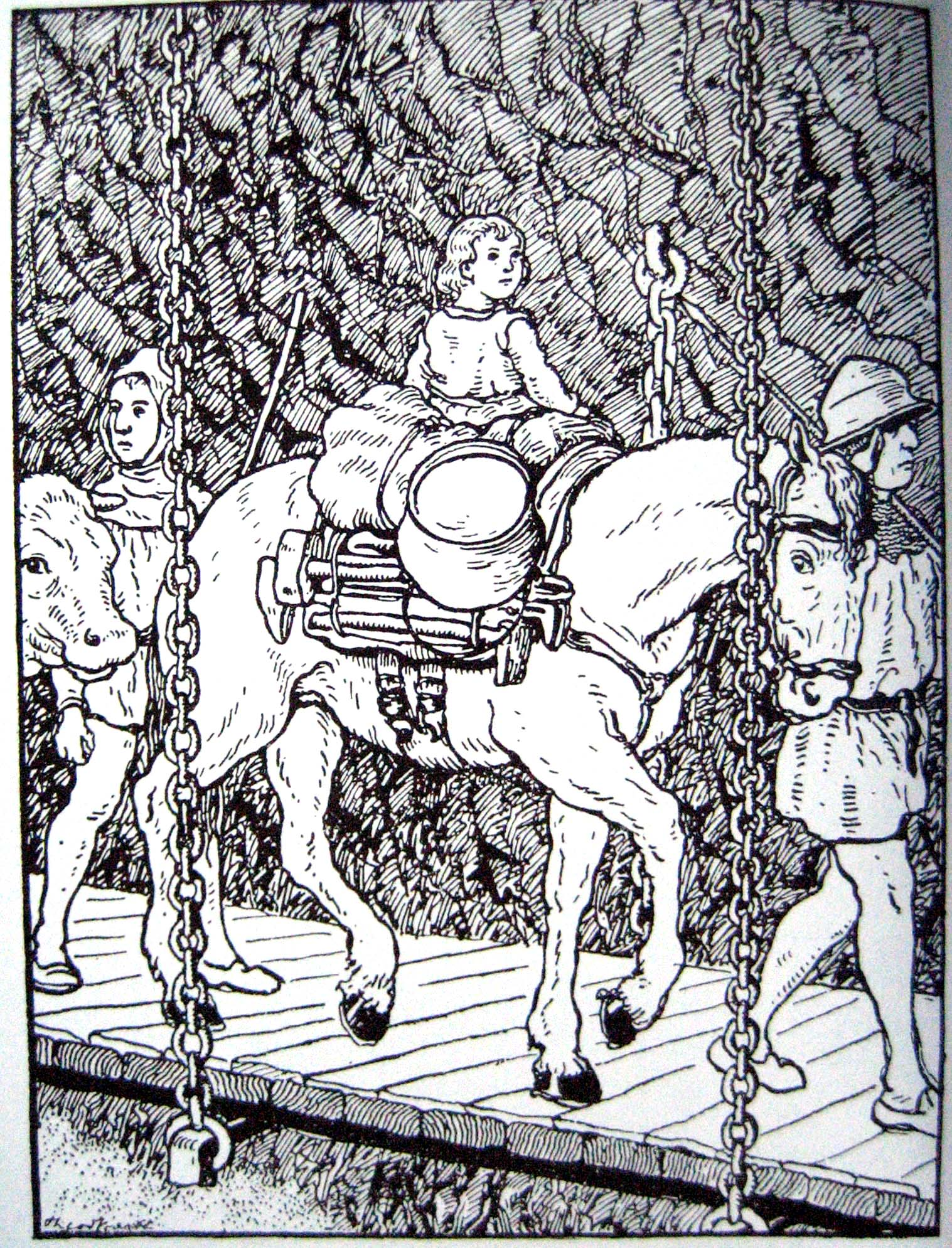
Ilustración moderna de Twärrenbrücke (Theodor Barth, 1919), que refleja la tradición no histórica (pero ampliamente repetida) que lo describe como apoyado sobre cadenas.

El nombre de la garganta deriva del romanche * scalinae ("escaleras, escalones"). Fue el límite superior del asentamiento alemán en los Alpes antes del siglo XII y la frontera entre los obispados de Constanza y Raetia Curensis. 
El desfiladero parece haber sido transitable por un sendero difícil a mediados del siglo XII. Este camino se veía obligado a evitar la parte sur del desfiladero, realizando un ascenso empinado desde Brüggliwaldboden, subiendo por encima de 1,800 m antes de descender a Hospental vía Bäzberg. Las escalinatas del mismo nombre se referían presumiblemente a los escalones excavados en la roca para facilitar el ascenso.
La garganta se abrió por primera vez como un camino de herradura con la construcción de un puente de madera en la década de 1220. Esto fue de gran importancia estratégica porque abrió el Paso de San Gotardo, con consecuencias históricas tanto a nivel regional como en la política italiana del Sacro Imperio Romano.
El camino de herradura original a través de Schöllenen se realizó por medio de una pasarela de madera unida a la pared de roca, conocida como Twärrenbrücke, y un puente de madera a través de la garganta, registrado como stiebende Brugge ("puente de aspersión") en 1306. La Twärrenbrücke descansaba sobre las vigas colocadas a través de la garganta. La tradición que la imagina como apoyada sobre cadenas colgantes se desarrolló solo después de su colapso en el siglo XVIII. La tecnología asociada con la construcción de la Twärrenbrücke se atribuye a los Walser, que se sabe que comenzaron a asentarse en Urseren ya en el siglo XII. La historiografía del siglo XVI atribuye la construcción del puente a un Heini (Heinrich), herrero en Göschenen. Robert Schedler publicó una novela histórica en torno a la construcción del puente de Schöllenen, Der Schmied von Göschenen, en 1919. 

### La leyenda del puente del diablo

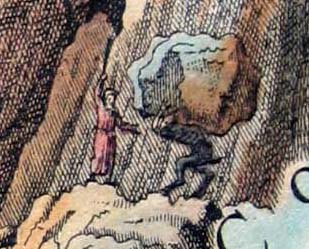
Detalle de Nova Helvetiae Tabula Geographica 1712 de Johann Jakob Scheuchzer, que muestra al hombre santo que evita que el Diablo arroje la roca (ilustración de Johann Melchior Füssli).

En la Suiza moderna, se desarrolló una leyenda que atribuía la construcción del puente al Diablo. Esto es algo que va unido a numerosos puentes antiguos en Europa (ver el artículo Puente del Diablo). El nombre Teiffels Brucken ("Puente del Diablo", alemán moderno: Teufelsbrücke) se registró por primera vez en 1587.
La leyenda en sí está relacionada por Johann Jakob Scheuchzer (1716). Según Scheuchzer, le contaron una leyenda local según la cual la gente de Uri reclutó al Diablo para la difícil tarea de construir el puente. El diablo solicitó quedarse con lo primero que pasara el puente a cambio de su ayuda. Para engañar al Diablo, que esperaba recibir el alma del primer hombre que pasara el puente, la gente de Uri envió un perro, luego lanzaron un pedazo de pan y el perro fue rápidamente despedazado por el Diablo. Enfurecido por haber sido engañado, el Diablo fue a buscar una roca grande para romper el puente, pero, llevando la roca de vuelta al puente, se encontró con un hombre santo que lo "regañó" (der ihn bescholten) y lo obligó a dejar caer la roca, que todavía se puede ver en el camino debajo de Göschenen. Meinrad Lienert publicó un cuento moderno: Schweizer Sagen und Heldengeschichten (1915). De acuerdo con la versión de Lienert,  fue enviada una cabra a través del puente en lugar de un perro, y en lugar del hombre santo, el Diablo, cuando estaba tomando un descanso agotado de cargar la roca, se encontró con una anciana que marcaba la roca con una Cruz, obligando al diablo a abandonarla y huir. 
La leyenda no parece haber existido antes del siglo XVI, y su origen en la tradición local es incierto. Lauf-Belart (1924) supuso que el nombre Teufelsbrücke se debió originalmente a una interpretación errónea por parte de viajeros eruditos, y que en el siglo XVII dio origen a la leyenda local que involucraba al Diablo.

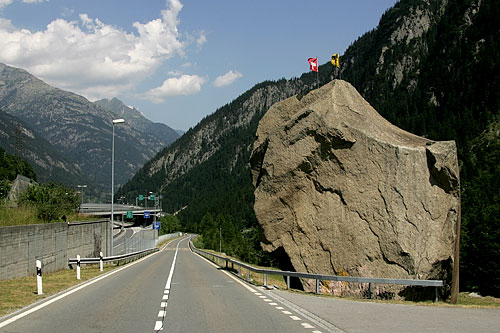
Situación contemporánea de la Teufelsstein (; Fotografía de 2006)

La Piedra del Diablo (Teufelsstein) es un gran bloque de granito situado cerca de Göschenen, con una altura de c.12 m y una masa de c. 220 toneladas. En 1887, se vendió al Maestro Schweizer Schokoladenfabrik por 80 francos. Pintada de amarillo, ahora sirve como un anuncio de chocolate. En 1923, había planes para demolerla, pero se conservó por iniciativa de Max Oechslin, presidente de Naturforschende Gesellschaft Uri. En 1970, de nuevo se programó su demoliciónl, para dar paso a la autopista N2. Esta vez, hubo un amplio movimiento para preservarla, y en 1971, las autoridades federales acordaron mover la piedra, con costos proyectados de 250,000 francos (de los cuales el cantón de Uri debía contribuir con 7,000). Esto llevó a una campaña popular que se oponía al plan porque el costo se consideraba excesivo. El periódico liberal Gotthard-Post propuso gastar el dinero en la construcción de una casa de retiro en su lugar, recolectando 1,000 firmas en apoyo. El gobierno cantonal argumentó entonces que no había base legal para la destrucción de la piedra porque había sido propiedad de Naturforschende Gesellschaft Uri desde 1925. El 1 de septiembre de 1972, el Consejo Federal finalmente accedió a mover la piedra y se movió 127 metros en una operación que costó 335,000 francos suizos. Ahora está situada en la rampa de la salida 40 de la autopista (Göschenen), en la entrada del Túnel de carretera de San Gotardo, visible tanto desde el ferrocarril como desde la autopista. 

### Historia moderna temprana

Vista del túnel de Urnerloch (Salomon Gessner, 1781)

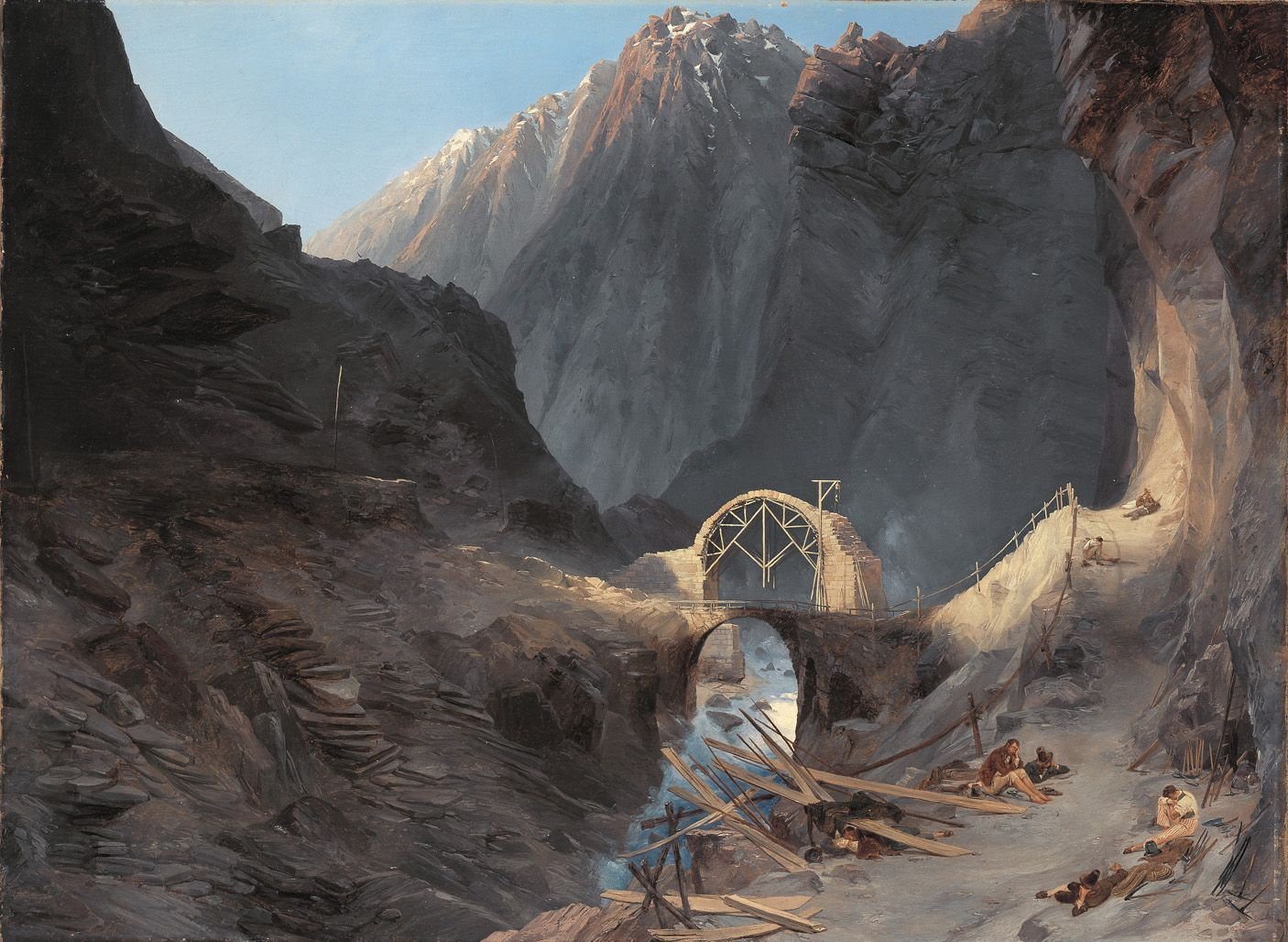
Construcción del segundo puente, Karl Blechen (c. 1833)

El puente de madera Stiebender Steg fue reemplazado por un puente de piedra en 1595, que llegó a conocerse como el Puente del Diablo (Teufelsbrücke ). 
En el día de San Patricio (17 de marzo) de 1608, Hugh O'Neill, el Conde de Tyrone huía de los ingleses con 98 de sus compañeros gaélicos cuando, al cruzar el Puente del Diablo, uno de los caballos que llevaba encima su fortuna cayo al torrente; el caballo fue recuperado, pero no el oro, que se perdió en los rápidos del torrente. 
En 1707/8 fue construida una nueva carretera, que incluía un túnel con una longitud c. 60 m, reemplazando al Twärrenbrücke. El túnel, conocido como Urnerloch, fue el primer túnel de carretera que se construyó en los Alpes. Fue construido por Pietro Morettini (1660 – 1737). Tras su construcción, el Twärrenbrücke ya no se mantuvo y se dejó colapsar. 
HR Schinzin en 1783 menciona otro puente, que marcaba la frontera entre Uri y Urseren, conocido como Mittelbrücke o Tanzenbein.
En 1799, fue el sitio de una de las batallas más dramáticas de la expedición italiana y suiza de Suvorov durante las Guerras Napoleónicas. El puente fue muy dañado por el ejército francés en retirada. Como resultado, el comercio de la ruta con Italia cambió al puerto del Spluga. El monumento de Suvorov, justo al sur del Puente del Diablo, fue encargado por el Imperio Ruso en 1899. 

### Ingeniería moderna

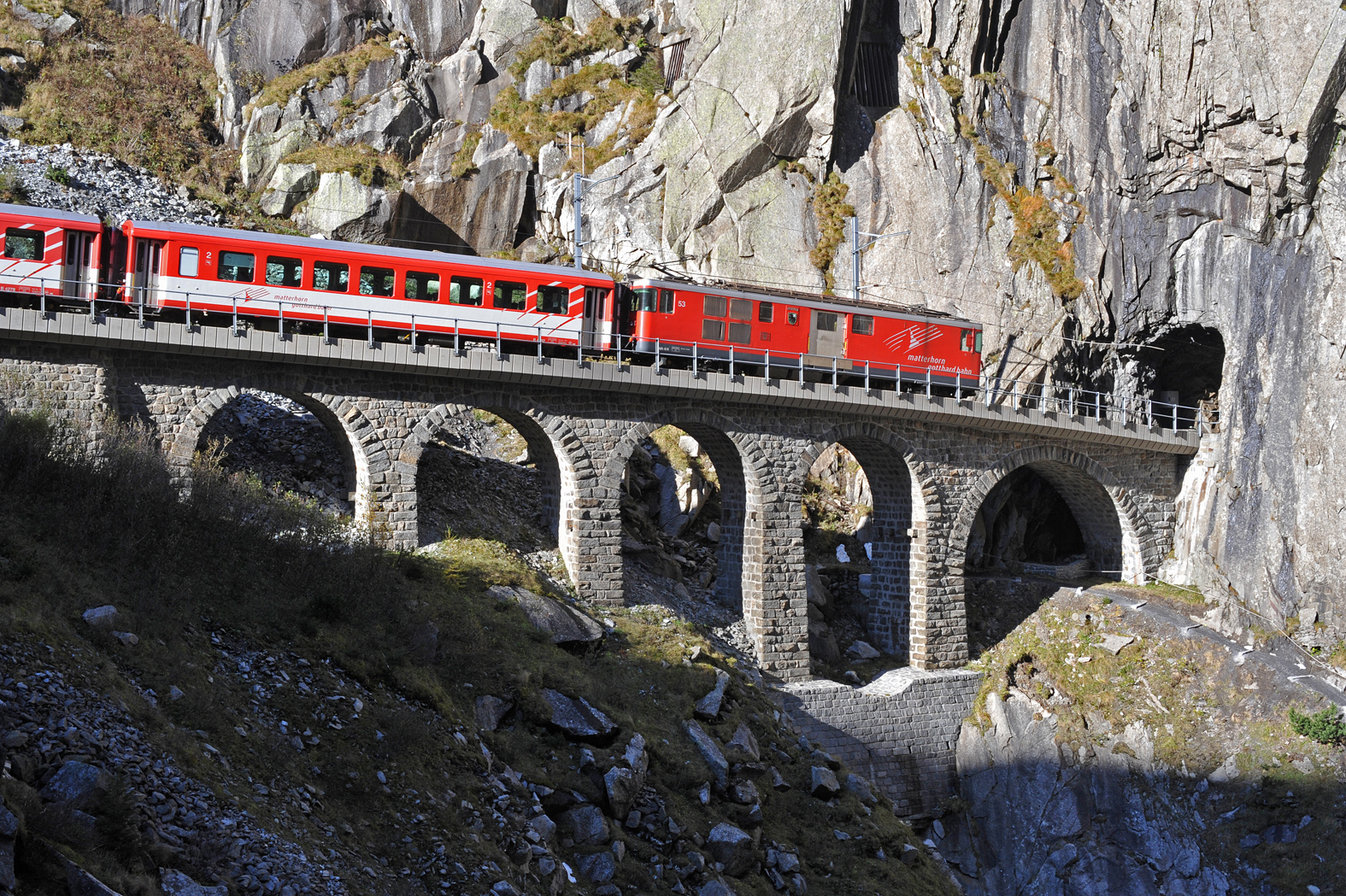
Puente ferroviario y túnel de Schöllenenbahn

Karl Emanuel Müller (1804-1869), el ingeniero cantonal a cargo del tramo de la nueva carretera Gotthard entre Göschenen y Hospental, planificó y ejecutó un puente de piedra tallada. La construcción tomó 10 años y fue el tema de una famosa pintura de Karl Blechen en 1830-32. El nuevo puente permitió el tráfico motorizado (de un solo carril) y abrió el paso de Gotthard a los automóviles. El puente 1595 quedó fuera de uso después de la finalización del segundo puente en 1830, y se derrumbó en 1888. 
El proyecto ferroviario Gotthard de 1872 evitó la Garganta de Schöllenen construyendo el Túnel ferroviario de San Gotardo debajo de ella, pero en 1917 se construyó a través de la garganta el Schöllenenbahn, un ferrocarril de cremallera. El moderno puente de carretera y el túnel datan de 1958. Se convirtió en la carretera principal a través de los Alpes centrales durante las décadas de 1960 y 1970, pero desde la construcción del Túnel de la carretera de San Gotardo en 1980 solo tiene importancia regional, conectando Uri con el cantón de Valais y Surselva.